# Pyramidina
Pyramidina es un género de foraminífero bentónico de la familia Turrilinidae, de la superfamilia Turrilinoidea, del suborden Buliminina y del orden Buliminida. Su especie tipo es Bulimina? curvisuturata. Su rango cronoestratigráfico abarca desde el Santoniense (Cretácico superior) hasta el Ludiense (Eoceno superior).

## Discusión
Clasificaciones previas incluían Pyramidina en el suborden Rotaliina del orden Rotaliida.

## Clasificación
Pyramidina incluye a las siguientes especies:
- Pseudouvigerina africana †
- Pseudouvigerina angulata †
- Pseudouvigerina cristata †
- Pseudouvigerina curvisuturata †
- Pseudouvigerina minima †
  - Pseudouvigerina minima robusta †
- Pseudouvigerina minuta †
- Pseudouvigerina prolixa †
- Pseudouvigerina pseudospinulosa †
- Pseudouvigerina rudita †
- Pseudouvigerina sakhalinica †
- Pseudouvigerina spinosa †
- Pseudouvigerina szajnochae †
- Pseudouvigerina triangularis †